# Indische civetkat
De Indische civetkat (Viverra zibetha) is een roofdier uit de familie van de civetkatachtigen (Viverridae). De wetenschappelijke naam van de soort werd in 1758 gepubliceerd door Carl Linnaeus.

## Kenmerken
De Indische civetkat heeft een buitengewoon zachte, grijsachtige vacht met een donkere dwarsbandering. De keel vertoont een duidelijke zwart-wit tekening. De staart is opvallend zwart en wit geringd. Op de rug bevindt zich een lange rij haren, die bij gevaar opgezet kunnen worden. Het gewicht varieert van 5 tot 11 kg.

## Leefwijze
Dit doorgaans solitaire, nachtactieve dier verschuilt zich overdag in holen. Het voedsel bestaat uit kleine zoogdieren, vogels, eieren, reptielen en amfibieën. Vogels worden in hun geheel verzwolgen. Over de voortplanting is weinig bekend.

## Verspreiding en leefgebied
De soort komt voor in China, Nepal, Bangladesh, Maleisië en Vietnam.